# Thymus mandschuricus
Thymus mandschuricus — вид рослин родини глухокропивові (Lamiaceae), ендемік Китаю (Хейлунцзян).

## Опис
Рослина субпіднята. Родючі гілочки на основі дещо деревні, до 30 см, 1.5–2 мм у діаметрі, з невеликими розгалуженнями, щільно волосаті, волоски 0.5–1 мм, міжвузля 0.9–1.1 см. Листя від широко ромбічно-еліптичних до еліптичних, 0.8–1.2 см × 3–7 мм (включно з черешком), щільно волосисті, виразно залозисті.
Суцвіття колоскове, до 5 см. Квітконіжка 2–4 мм. Чашечка ≈ 5 мм у квітці, ≈ 6 мм у плодах, з міцними жилками і залозами, трубка 2.5 мм, верхні зубчики трикутні, ≈ 1 мм. Віночок рожевий, волосистий, ≈ 8 мм, трубка вузько воронкоподібна, ≈ 5 мм.

## Поширення
Ендемік Китаю (Хейлунцзян).